# Porta Nigra

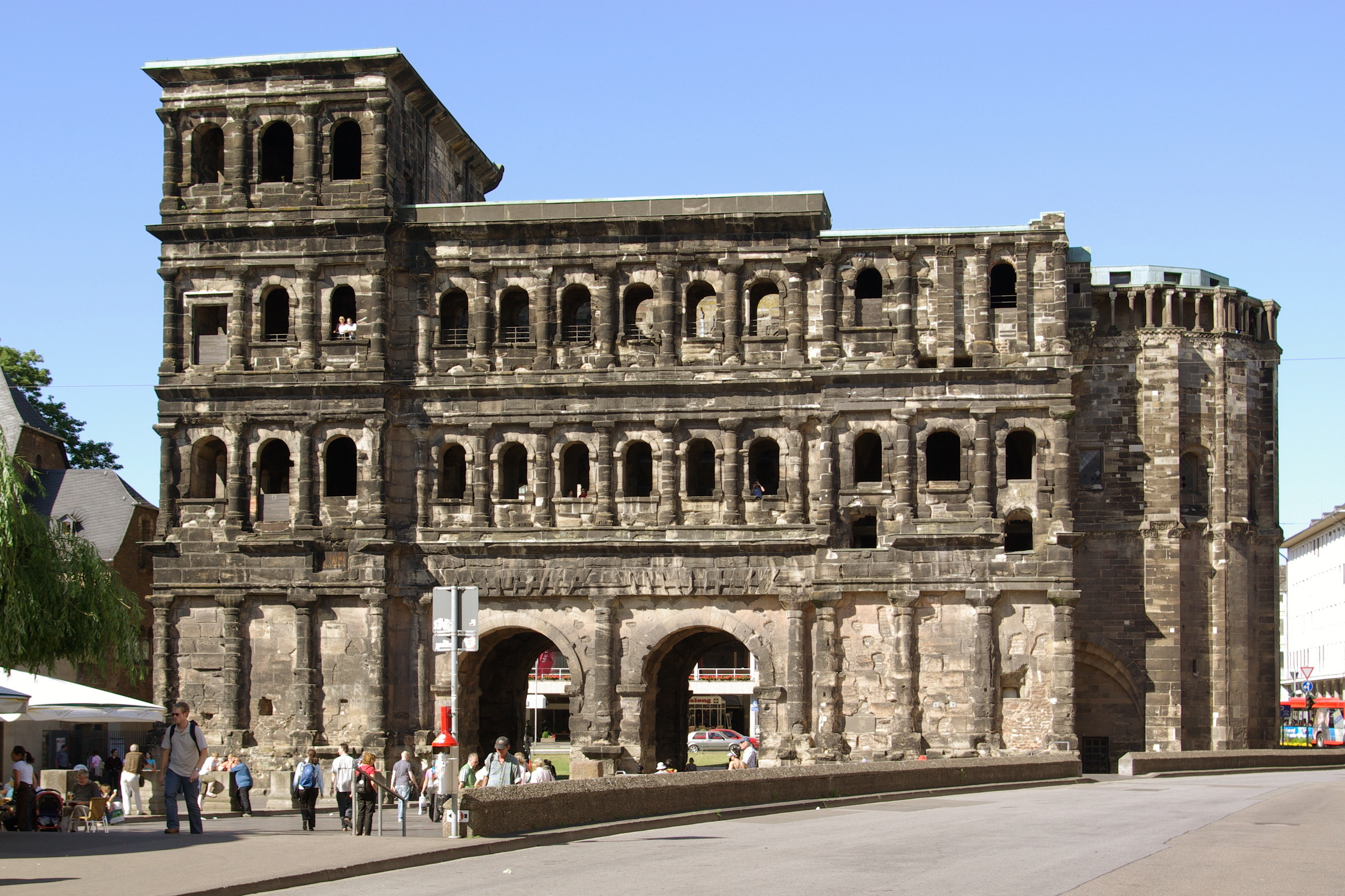
La Porta Nigra vista da sud

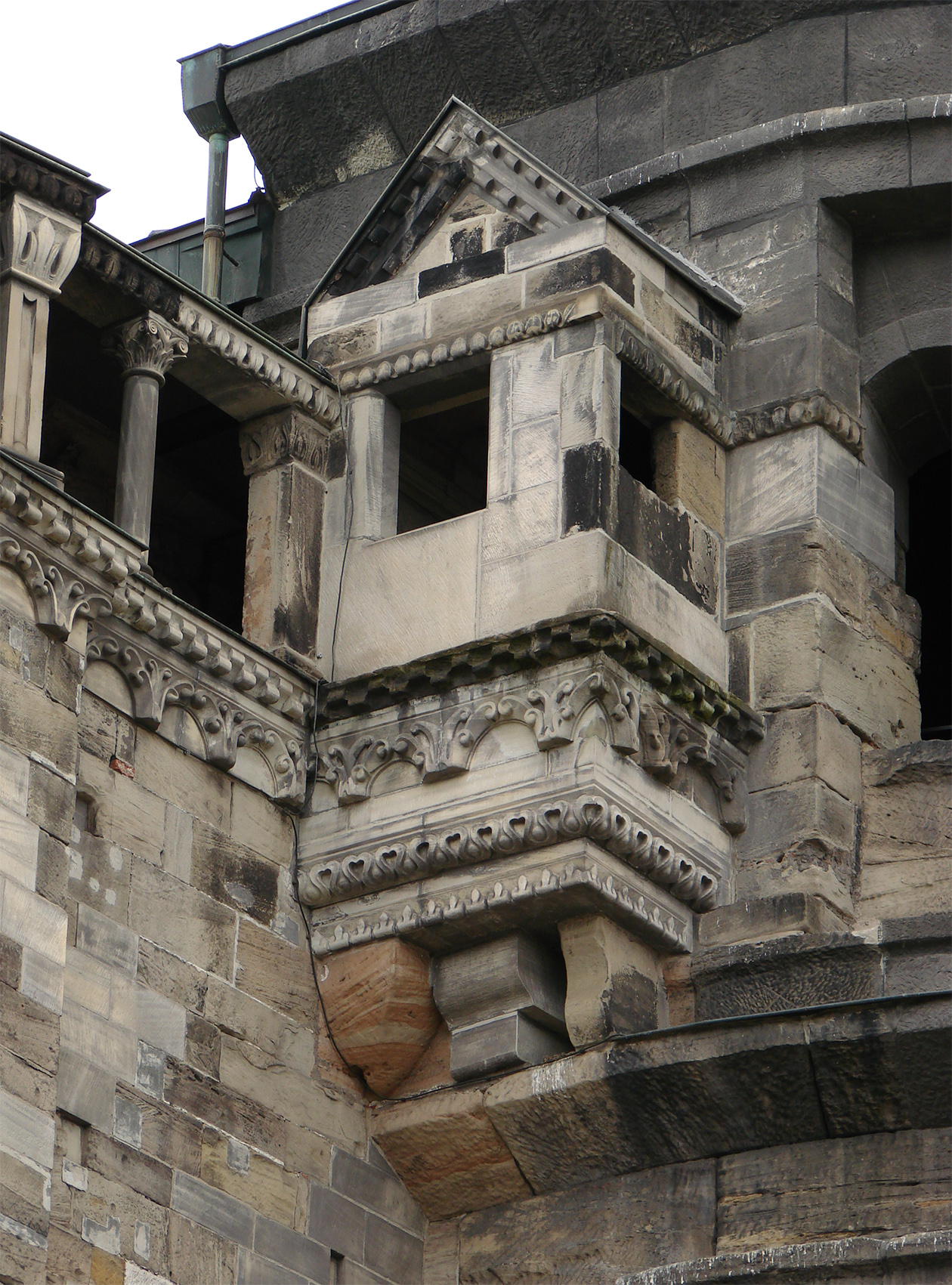
Dettaglio

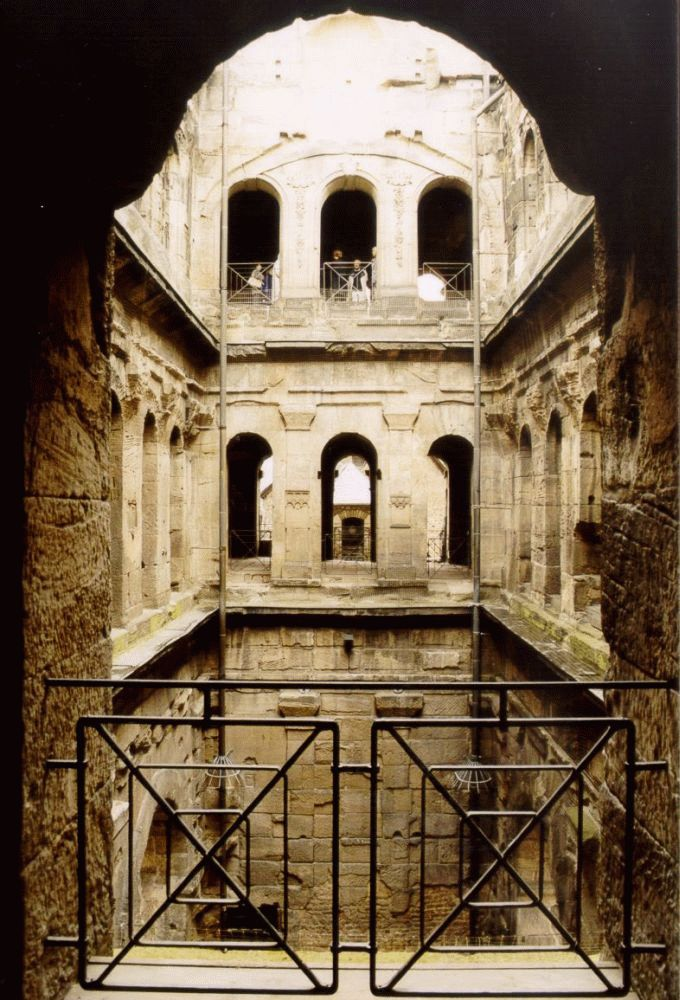
Interno

La Porta Nigra (in latino: porta nera) è un'ampia porta romana della città di Treviri, in Germania. Attualmente è la porta romana più grande al nord delle Alpi e fa parte del complesso dei Beni patrimonio dell'umanità di Treviri, così inserito nell'Elenco dei patrimoni dell'umanità dall'UNESCO nel 1986.

Il nome Porta Nigra è stato coniato nel Medioevo a causa del colore scuro della sua pietra; non si conosce il nome originale romano. Gli abitanti locali comunque usano chiamare la Porta Nigra semplicemente Porta.

## Storia
La Porta Nigra è stata costruita in arenaria grigia intorno il 170 d.C. La porta originale era composta da due torri di quattro piani, formanti un semicerchio sul lato esterno. Un blocco di pietra separava i due portali, apribili su entrambi i lati. Tuttavia per ragioni sconosciute la porta rimase incompiuta: in ogni caso venne utilizzata per molti secoli fino alla fine dell'era romana a Treviri.
Durante l'epoca romana, la Porta Nigra faceva parte della composizione a quattro porte della città, ognuna delle quali era posta a ogni lato della città omonima, a forma rettangolare, o a castrum. La Porta Nigra controllava l'entrata a nord della città, mentre la Porta Alba (Porta Bianca) controllava la zona sud e la Porta Inclyta (Porta Famosa) la parte ovest, vicino al ponte romano che attraversava il fiume Mosella. Le porte erano poste alla fine delle due vie principali della città, una delle quali andava da Nord a Sud e l'altra da Est a Ovest. Di queste porte è rimasta solo la Porta Nigra.
Nel primo Medioevo, le porte della città romana non vennero usate con la loro funzione originale, e le loro pietre vennero portate via e riutilizzate per altri edifici. In più, ferro e altri oggetti vennero tolti dai muri della Porta Nigra. Oggigiorno le tracce di questa distruzione e razzia sono ancora visibili sulla facciata nord della porta.
Dopo il 1028, il monaco greco Simeone di Siracusa visse come eremita nelle rovine della porta. In seguito alla sua morte (1035) e santificazione, venne costruito nei pressi della porta il monastero Simeonstift per onorarlo.
Dopo essere stata salvata da un'ulteriore distruzione, la Porta Nigra venne trasformata in chiesa. I piani a metà della porta vennero trasformati in navate, quello superiore utilizzato dai monaci, quello inferiore per la gente comune. Il piano terra con le porte stesse venne sigillato e venne inoltre costruita un'ampia scala esterna che dava sulla città e arrivava sino al piano più basso della chiesa. Una piccola scala venne inoltre costruita per accedere ai piani superiori. Le stanze della chiesa erano poi accessibili tramite finestre precedenti della torre ovest della Porta Nigra, che erano state allargate e diventate porte d'ingresso (sono tuttora visibili). Il tetto del piano più alto della torre ovest venne utilizzato come la torre della chiesa, mentre la torre est, più bassa dell'altra, venne ampliata in alto con un'abside. Venne in più costruita una porta, molto più piccola, la porta Simeon - adiacente al lato est della Porta Nigra e utilizzata quindi come ingresso di servizio in tempo medievale.
Insieme alla grande maggioranza delle chiese e dei monasteri di Treviri, la chiesa nella Porta Nigra e il monastero al suo interno vennero fatti chiudere da Napoleone Bonaparte nel 1802. Durante la sua visita a Treviri nel 1804, Napoleone ordinò che la Porta Nigra venisse riportata alla sua forma originale. Solo l'abside venne tolta, e la torre est non venne ricostruita alla sua altezza originale. Una leggenda locale sostiene che gli abitanti di Treviri convinsero Napoleone che la porta era stata un tempio pagano prima di essere trasformata in chiesa (in poche parole, gli parlarono semplicemente delle sue origini romane). Si dice che questo fatto impedì che la costruzione venisse distrutta e persuase Napoleone a cercare di farla ritornare alla sua forma originale.
Nel 1986 la Porta Nigra è stata nominata patrimonio dell'umanità, insieme ad altre opere romane a Treviri e nelle zone circostanti.

## Struttura
L'aspetto moderno della Porta Nigra non è cambiato dalla ricostruzione voluta da Napoleone. Sul lato sud della Porta Nigra, resti di colonne romane delineano gli ultimi 100 m prima della porta. Lasciate dove si trovavano ai tempi romani, danno la visione di come dovesse essere l'aspetto della strada romana originale che era in linea con i colonnati.
La porta è alta 27,30 metri ed è lunga, torri comprese, 35,50 m; i due fornici misurano 3,2 m. in larghezza, e 15 m. in profondità. I grandi blocchi di pietra erano tenuti insieme da arpioni di ferro; quelli posti più in basso, sono stati recuperati nelle epoche successive quando i materiali ferrosi scarseggiavano, lasciando visibili grandi fori.
Anche se la zona circostante la porta è oggi chiusa al traffico delle automobili, si trova vicino ad una delle vie principali di Treviri. In aggiunta all'inquinamento generale, i fumi e i gas di scarico degli autoveicoli hanno quindi danneggiato le pietre per decenni, tuttavia in generale la Porta Nigra si è conservata in buone condizioni.

## Altro
La Porta Nigra, inclusi i piani superiori, è aperta ai visitatori. In estate le visite guidate vengono anche effettuate da un attore travestito da centurione in armi. Nel 2017 la Germania ha emesso una moneta da 2 euro raffigurante la Porta Nigra.

## Altre immagini

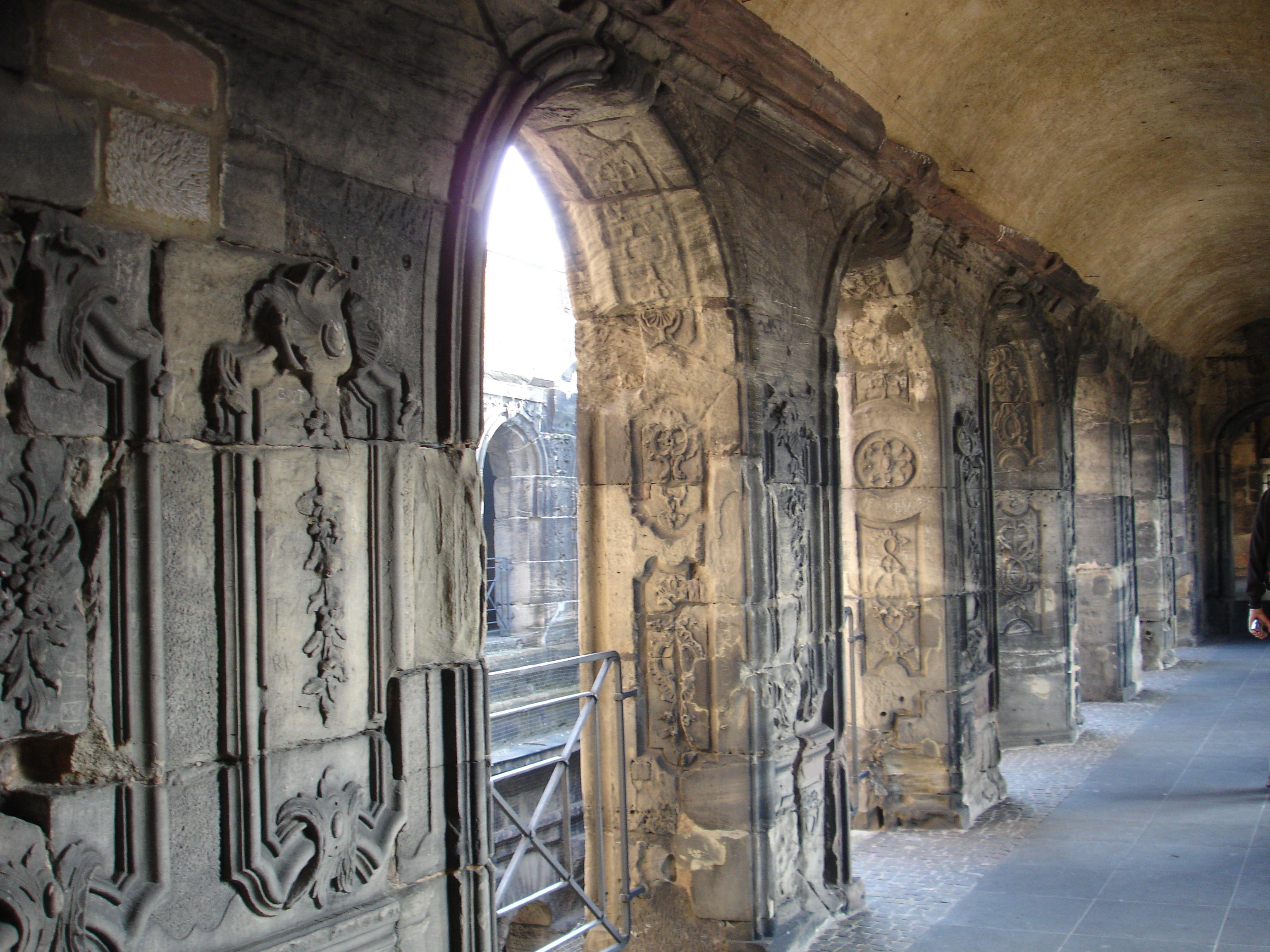
Interno
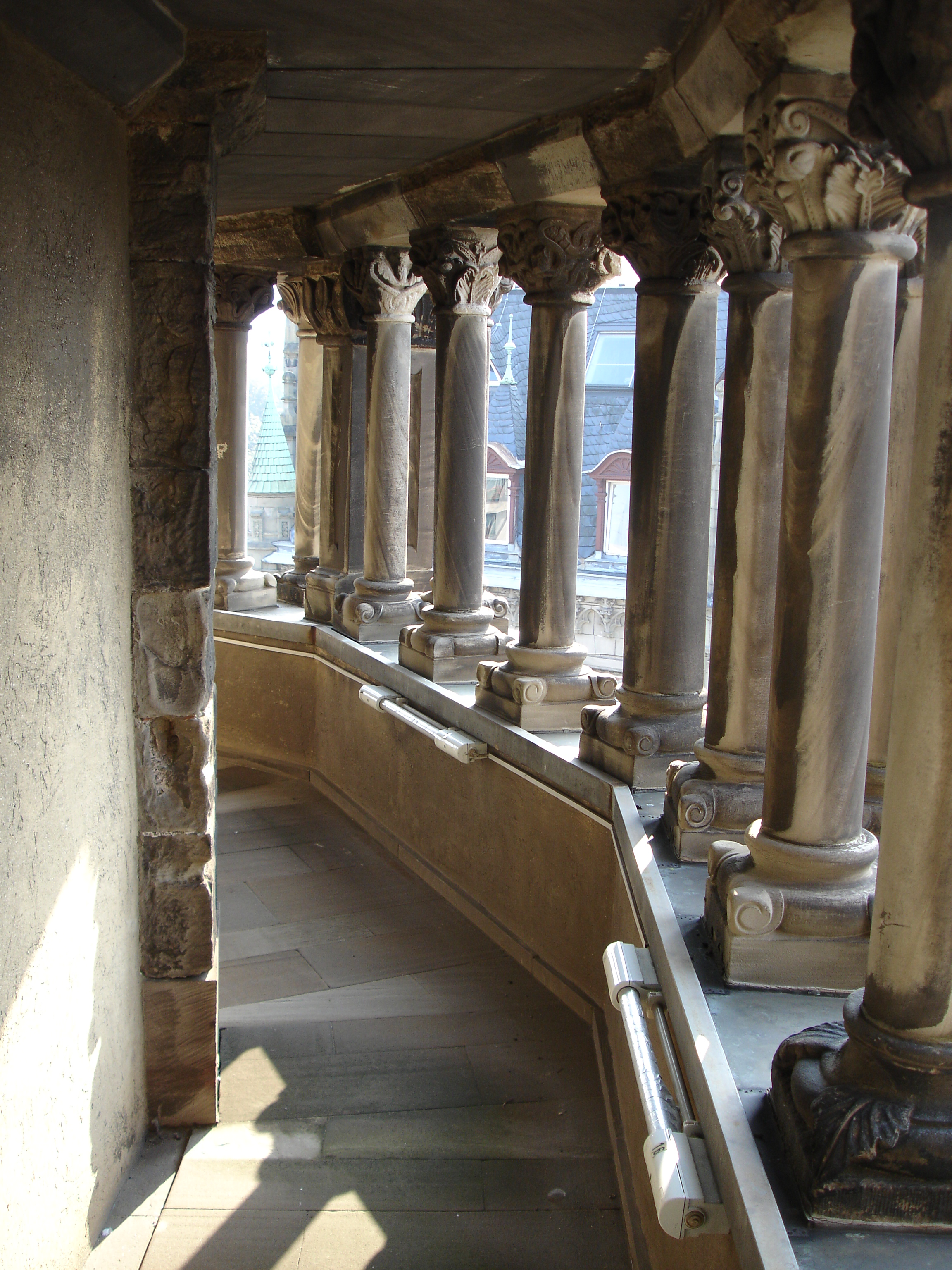
Interno
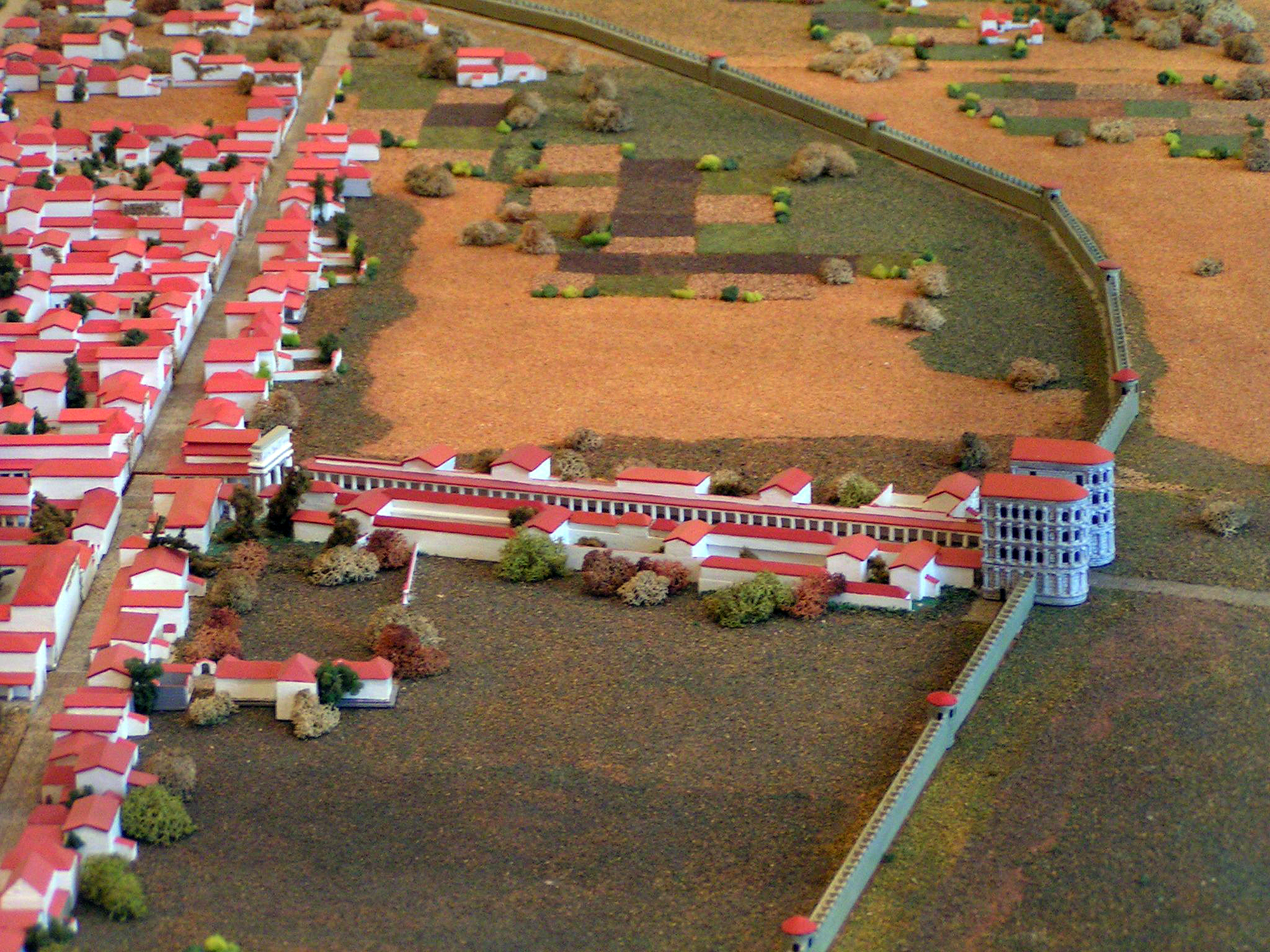
Ricostruzione all'epoca di Costantino
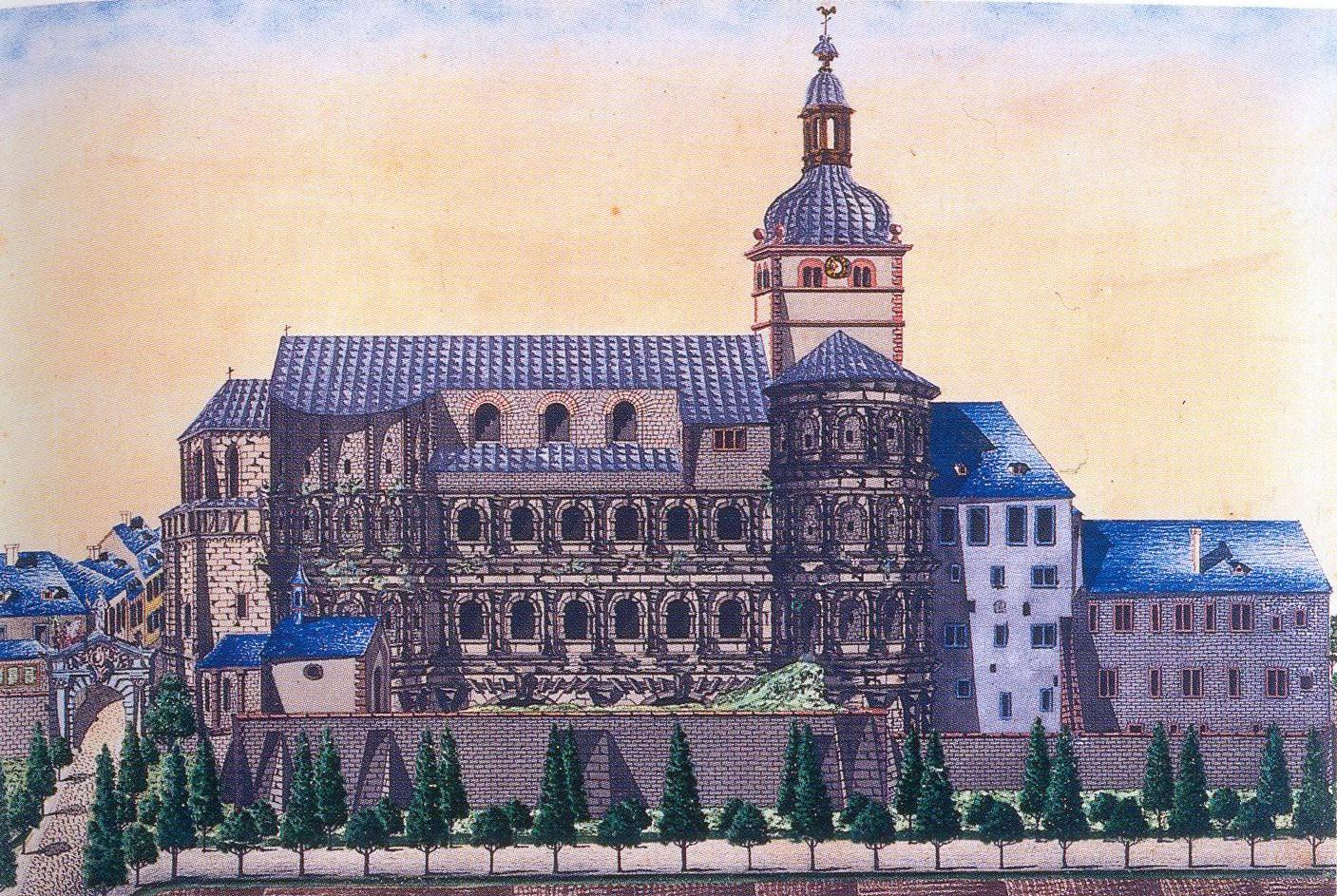
La Porta nel 1793